# Yalka
Yalka är en ort i Burkina Faso.   Den ligger i provinsen Province du Bam och regionen Centre-Nord, i den centrala delen av landet, 130 km norr om huvudstaden Ouagadougou. Yalka ligger 310 meter över havet och antalet invånare är 748.
Terrängen runt Yalka är platt. Närmaste större samhälle är Kongoussi, 19,2 km söder om Yalka.
Trakten runt Yalka består i huvudsak av gräsmarker. Runt Yalka är det ganska glesbefolkat, med 50 invånare per kvadratkilometer.